# Metro v Kantonu
Metro v Kantonu (čínsky v českém přepisu Kuang-čou ti-tchie, pchin-jinem Guǎngzhōu Dìtiě, znaky zjednodušené 广州地铁, tradiční 廣州地鐵) je metro v Kantonu, hlavním městě provincie Kuang-tung v Čínské lidové republice. Funguje od roku 1997 a v rámci pevninské Číny tak šlo o čtvrté otevřené metro po metru v Pekingu, v Tchien-ťinu a v Šanghaji.
Ke konci roku 2024 mělo celkem 17 linek a 323 stanic. Celková délka sítě byla 703 kilometrů. V roce 2018 se v něm uskutečnilo přibližně miliardy jízd, což z něj pro tento rok dělalo třetí nejrušnější metro na celém světě po metrech v Pekingu a v Šanghaji a před metrem v Soulu.
Většina linek je klasické metro, výjimkou je osobní dopravník obsluhující Nové město Ču-ťiang, nové městské obchodní jádro budované od konce osmdesátých let. Ču-ťiangský osobní dopravník je gumokolové metro bez strojvůdců, které bylo otevřeno v roce 2010 před konáním tehdejších Asijských her. Všechny linky provozuje stejná společnost s výjimkou linky Kuang-fo, která spojuje Kanton s nedalekým Fo-šanem a je provozována jako společný podnik obou měst.
Nejdelší plně podzemní linkou je linka 6, která je s 68,2 kilometry nejdelším souvislým kolejovým tunelem vůbec (je delší i než železniční Gotthardský úpatní tunel). Linka 3 je důležitá pro dálkovou osobní přepravu, neboť vede na mezinárodní letiště Kanton Paj-jün, hlavní letiště Kantonu a jedno ze čtyř nejrušnějších letišť celé Čínské lidové republiky.